# Neororea
Neororea es un género de arañas araneomorfas pertenecientes a la familia Amphinectidae. Se encuentra en Nueva Zelanda.

## Especies
Según The World Spider Catalog 12.0:
- Neororea homerica Forster & Wilton, 1973
- Neororea sorenseni (Forster, 1955)